# Vždycky budeme mít Paříž
Vždycky budeme mít Paříž (2009, We´ll Always Have Paris) je sbírka dvaceti dvou dosud nepublikovaných povídek amerického spisovatele Raye Bradburyho. Některé z nich jsou hrůzostrašné, další romanticky ironické nebo něžné, najdou se zde i krátké anekdoty. Sbírka je uvedena autorovým esejem Předmluva: Pozorovat a psát (Introduction: Watching and Writing).

## Obsah sbírky
- Massinello Pietro, smutný příběh o muži, který žil šťastně se svými zvířaty a hudbou z gramofonu, až nakonec o všechno přišel.
- Návštěva (The Visit), příběh matky, která vyhledá muže, kterému transplantovali srdce jejího zesnulého syna.
- Greeny za soumraku (The Twilight Greens). Několik starších mužů chodí za soumraku hrát golf, i když na hru není téměř vidět. Jeden mladý muž zjistí důvod: muži sem chodí, aby utekli před stereotypem každodenního rodinného večera.
- Vražda (The Murder). Příběh na hranici hororu, ve kterém se řeší problém, zda ten, kdo nemá žádné problémy a je šťastně ženatý, dokáže někoho zavraždit.
- Zlatá brána otevřená (When the Bough Breaks). Mysteriózní povídka na téma početí.
- Vždycky budeme mít Paříž (We'll Always Have Paris). Mysteriózní povídka se odehrává v noční Paříži za horkého léta a vypravěč se v ní setká s neznámou ženou. (Větu "Vždycky budeme mít Paříž" říká Humphrey Bogart Ingrid Bermannové ve filmu Casablanca krátce předtím, než se navždycky rozejdou).
- Máma Perkinsová zůstane napořád (Ma Perkins Comes To Stay). U jednoho muže se objeví doma na návštěvě máma Perkinsonová, hlas z rádia, který jeho manželka poslouchá přes deset let.
- Čtyřhry (Doubles), vtipně vyřešená vzájemná nevěra znuděného páru.
- Pater Caninus. Povídka popisuje jeden den v katolické nemocnici, kde se nemocní raději zpovídají zlatému labradorskému retrívrovi než knězi. Ten je nejprve pobouřený, ale pak si uvědomí, že se provinil hříchem pýchy.
- Příchod a odchod (Arrival and Departure). Poetický příběh o dvou starých nemocných manželech, dva roky uzavřených ve svém domě, kteří se těžko vrací do světa mezi lidi.
- Poslední smích (Last Laughs). Povídka o vřelém přátelství, které zachraňuje v nouzi.
- Léto piety (Pieta Summer), vzpomínka na krásné dětství.
- Odlet domů (Fly Away Home). Povídka popisuje počátek osídlování Marsu a pocit osamělosti kosmonautů.
- Noční rozhovor pozpátku (Un-pillow Talk). Povídka o vztahu mladého muže a ženy.
- Uteč se mnou (Come Away with Me). Bývalý plavčík má ve svém nynějším životě potřebu neustále zachraňovat lidi, které vůbec nezná.
- Ohryzek - provázek (Apple-core Baltimore). Příběh o hořkosti jednoho muže ve vztahu k příteli z dětství, který jej šikanoval.
- Převtělený (The Reincarnate). Příběh, ve kterém mrtvý muž pokouší jít domů ke své manželce.
- Remembrance, Ohio. Dva lidé utečou do kulisového městečka, které jim připomíná jejich minulý domov. Neví však, kde jsou, kam jdou a před čím utíkají.
- Když se cesty znovu zkříží (If Paths Must Cross Again). Emotivní povídka o dvou lidech, kteří si těsně před odloučením uvědomí, že jsou svou minulostí propojení déle, než si vlastně sami uvědomovali.
- Slečna Jabloňová a já (Miss Appletree And I). Manželé si vymyslí fiktivní postavu slečny Jabloňové, za kterou chce muž jako odejít.
- Literární střet (A Literary Encounter). Po roce manželského života se muž podivně změní, velmi ho totiž ovlivňuje aktuální četba.
- Amerika (America), báseň o Americe jako o zemi snů.

## Česká vydání
- Vždycky budeme mít Paříž, Baronet, Praha 2009, přeložila Jana Pavlíková.